# Alexander Stadtfeldt
Alexander Stadtfeldt (Wiesbaden, 27 d'abril de 1826 - Brussel·les, 4 de novembre de 1853) fou un compositor belga.
Fill d'un músic militar, aprengué amb el seu pare els primers passos musicals, realitzant tant grans avanços que als nou anys ja donava concerts de piano. El 1839 ingressà en el Conservatori de Brussel·les, obtenint el 1849 el gran premi de composició. Abans, el 1845, ja s'havia donat a conèixer avantatjada ment com a compositor i estava a punt d'estrenar l'òpera Hamlet, quan morí a conseqüència de la tisis, pocs mesos després d'haver complert els vit-i-set anys.
No obstant la seva prematura mort va deixar les obres següents:
- La découverte de l'Amérique, obertura;
- 1 obertura de concert;
- Dos concerts per a piano i orquestra;
- Himne, per a cor i orquestra;
- Missa en re, per a 4 veus i orquestra;
- Te Deum, per a solos, cors, orquestra i orgue;
- Tantum ergo, a 4 veus;
- Les cantates Le songe du jeune Scipion i La vendetta;
- La escena lírica Le dernier jour de Marino Faliero;
- Les òperes Hamlet, L'illusion, La Pedrina i Abu-Hassan;
- 20 cors per a veus d'homes, melodies amb acompanyament de piano i música di camera.